# Pegaeophyton nepalense
Pegaeophyton nepalense là một loài thực vật có hoa trong họ Cải. Loài này được Al-Shehbaz, Arai & H. Ohba mô tả khoa học đầu tiên năm 1998.